# جيمي تورنبول
جيمي تورنبول (بالإنجليزية: Jimmy Turnbull)‏ (23 مايو 1884 في المملكة المتحدة - ) هو مدرب كرة قدم ولاعب كرة قدم اسكتلندي في مركز الهجوم. لعب مع مانشستر يونايتد ونادي دندي ونادي فالكيرك.